# Nożyno
Nożyno (deutsch Groß Nossin, kasch. Nożëno) ist ein Dorf in der polnischen Woiwodschaft Pommern und gehört zur Gemeinde Czarna Dąbrówka (Schwarz Damerkow) im Powiat Bytowski (Bütower Kreis).

## Geographische Lage
Die Ortschaft liegt in Hinterpommern, etwa 35 Kilometer südöstlich der Stadt Słupsk (Stolp) und 30 Kilometer südsüdwestlich der Stadt Lębork (Lauenburg i. Pom.) im Bereich einer Endmoräne an einer Seerinne, die der Trezebitsch-See mit dem Kleinen Schottofske-See und dem Großen Schottofske-See bildet. Die nordöstliche Grenze des Landschaftsschutzparks Stolpetal (Parl Krajobrazowy Dolina Słupi) verläuft im Norden des Dorfes.

## Geschichte

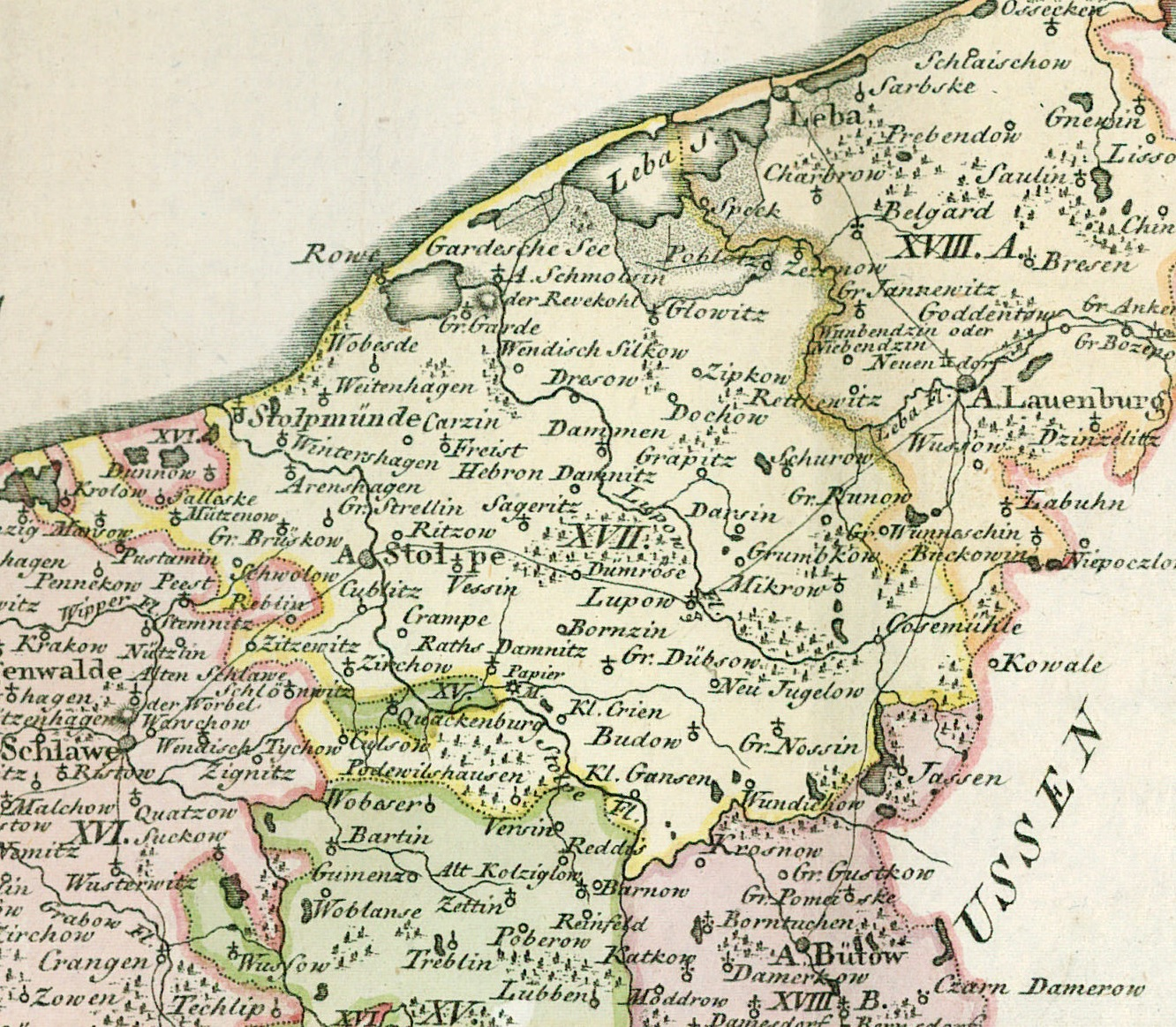
Groß Nossin (Gr. Nossin), Kirchdorf, südöstlich von Stolp (früher Stolpe geschrieben) und links der Lupow, auf einer Landkarte von 1794

Groß Nossin (Gr. Nossin) südöstlich von Stolp auf einer Landkarte von 1910.

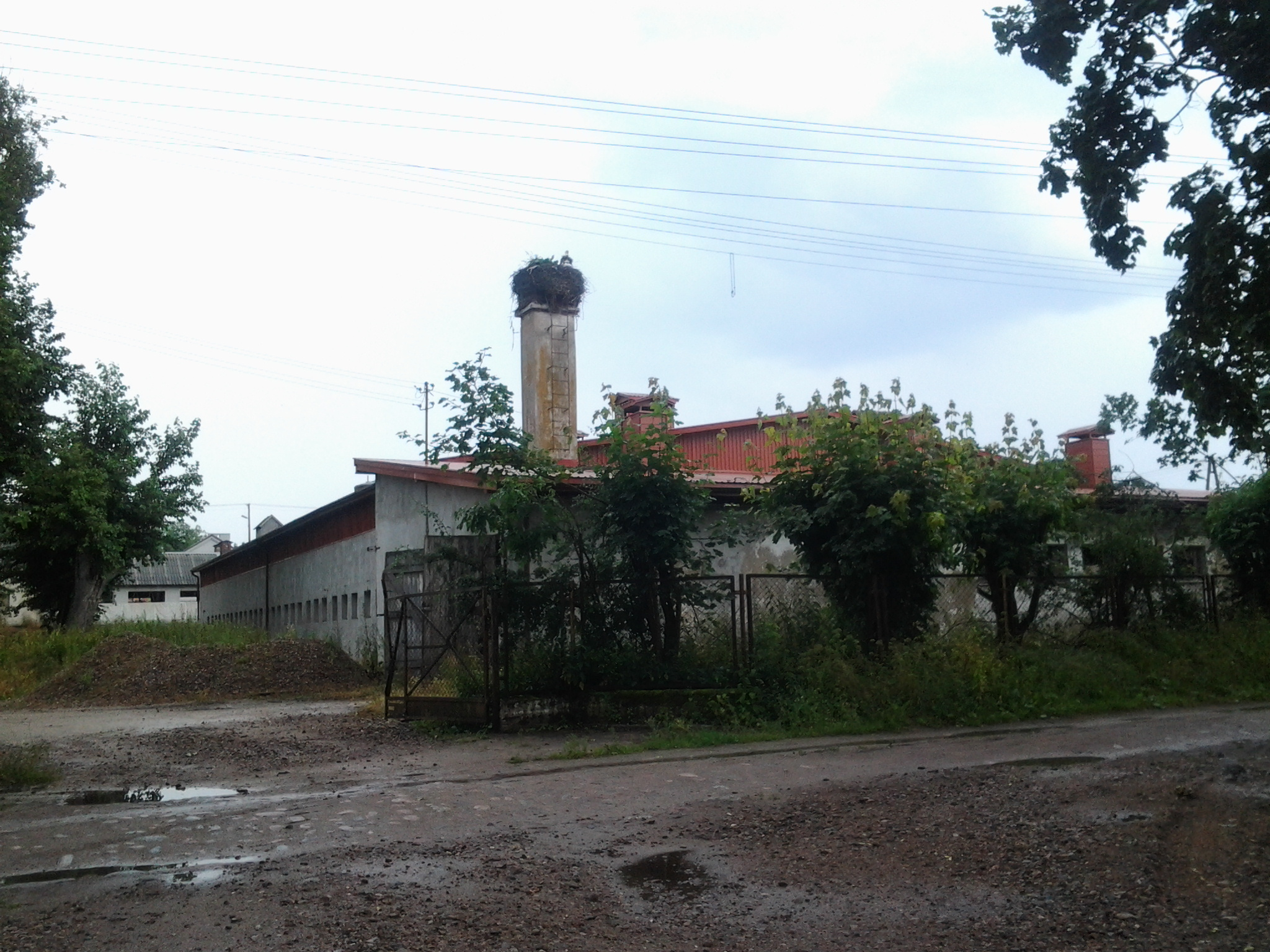
Landwirtschaftlicher Betrieb mit Storchennest (2014)

Frühere Ortsbezeichnungen sind Nuszyna, Nasin, Nessow, Noscyn, Noszino und Nossin. Der historischen Dorfform nach war das ehemalige Gutsdorf Groß Nossin ein großes Angerdorf. Bereits im Jahre 1315 wurde es in einer Urkunde genannt, in der Markgraf Waldemar von Brandenburg dem Kasimir Swenz und seinen Erben den Besitz des Ortes bestätigte. 1390 gehörte es bereits den Puttkamers, und 1523 wurde Swentze putkummer to Nossin namentlich genannt.
Groß Nossin A und B gehörten dem Oberstleutnant Christian Gneomar von Puttkamer (* 1706; † 1760) und wurden von dessen Sohn August Christian Ludwig von Puttkamer 1780 an den Hauptmann Michael Stanislaus von Zeromski aus der Familie Zeromski verkauft.
Groß Nossin C ging um 1700 an den Ast Wollin der Puttkamers über.
Um 1784 hatte Groß Nossin zwei Vorwerke, einen Prediger, einen Küster, ein Predigerwitwenhaus, einen Predigercolonus, acht Bauern, zwei Kossäten, einen Schmied, auf der Feldmark das Vorwerk Slupp, drei Kossäten und einige Büdner, Schidlitz genannt, zwei Holzkaten in der Nackel, einen Holzkaten in der Mallinz, eine Wassermühle und einen Holzkaten – bei insgesamt 38 Haushaltungen.
Im Jahre 1802 gelang es Familie Puttkamer, Nossin A und B zurückzukaufen, so dass das gesamte Gut wieder in einer Hand war. Albert von Puttkamer verkaufte 1840 Nossin, das 1847 endgültig aus dem Besitz ausschied. 1850 kaufte es ein Herr Elert, danach waren 1893 und 1910 Paul Elert, 1928 Kurt Elert und 1939 Lotte Hoene die Besitzer. 1938 umfasste das 625 Hektar große Rittergut 300 Hektar Ackerfläche und 275 Hektar Holzungen.
Im Jahre 1910 waren in Groß Nossin 430 Einwohner registriert. Ihre Zahl stieg bis 1933 durch Eingemeindungen auf 724 und betrug 1939 schon 794. Die Gemeindefläche betrug insgesamt 4.787 Hektar, und Groß Nossin hatte bis 1945 insgesamt zehn Ortsteile:
- Bresinke
- Eichenau
- Großnakel 
 (Glashütte Slupp)
- Jassener See-Bahnhof
- Kartkow
- Malenz
- Schidlitz
- Schottofske (1938–1945 Schottow)
- Wussowske (1938–1945 Waldliebe)
- Zietensee

Vor 1945 gehörte Groß Nossin zum Landkreis Stolp im Regierungsbezirk Stettin der preußischen Provinz Pommern des Deutschen Reichs. Die Gemeinde war Sitz eines Amts- und Standesamtsbezirks, zu dem noch Klein Nossin gehörte.
Gegen Ende des Zweiten Weltkriegs erhielten die Dorfbewohner von Groß Nossin am 7. März 1945 den Befehl, den Ort zu räumen. Der Treck zog über Jerskewitz, Helenenhof, Linde nach Strepsch, wo er von sowjetischen Truppen überrollt wurde. Während einige Dorfbewohner nach Neustadt in Westpreußen und Gotenhafen entkommen konnten, kehrten die anderen in ihr Heimatdorf zurück, wo am 8. März 1945 beim Herannahen der sowjetischen Truppen die Brücke über die Schottow gesprengt worden war. Die Russen nahmen den Ort ein. Nach Beendigung der Kampfhandlungen wurde die Region zusammen mit ganz Hinterpommern seitens der sowjetischen Besatzungsmacht der Volksrepublik Polen zur Verwaltung überlassen. Mitte Sommer 1945 besetzten Polen die Höfe und Häuser. Groß Nossin wurde unter der polonisierten Ortsbezeichnung ‚Nożyno‘ verwaltet. Es siedelten sich Polen, Ukrainer und Kaschuben an. Die gesamte Dorfbevölkerung wurde vertrieben.
Später wurden in der Bundesrepublik Deutschland 405 und in der DDR 139 aus Groß Nossin vertriebene Dorfbewohner ermittelt.
Das Dorf hat heute etwa 350 Einwohner und ist Sitz eines Schulzenamtes und Teil der Gmina Czarna Dąbrówka im Powiat Bytowski der Woiwodschaft Pommern (1975 bis 1998 Woiwodschaft Słupsk) ist. Zwischen 1945 und 1954 war Nożyno eine eigenständige Landgemeinde.

## Glashütte Slupp
Im Jahre 1866 gründete Rittergutsbesitzer Elert unweit der Försterei Taubenberg im Südwesten der Gemeinde Groß Nossin die Glashütte Slupp. Sie lag unmittelbar am Ufer der Stolpe (Słupia), die hier damals Grenzfluss zwischen dem Landkreis Stolp und dem Landkreis Bütow war. Hergestellt wurde nur Fensterglas, das in Danzig und in Königsberg Absatz fand.
Der erforderliche Sand wurde in Klein Gansen (Gałąźnia Mała), Gallensow (Gałęzów) und Mühlchen (Bylina) gewonnen. Als Heizmaterial diente Scheitholz. In der Hütte waren zwischen sechs und acht aus Böhmen stammende Glasbläser beschäftigt. Aus wirtschaftlichen Gründen musste die Glashütte Slupp im Jahre 1892 schließen.

## Kirche

### Pfarrkirche

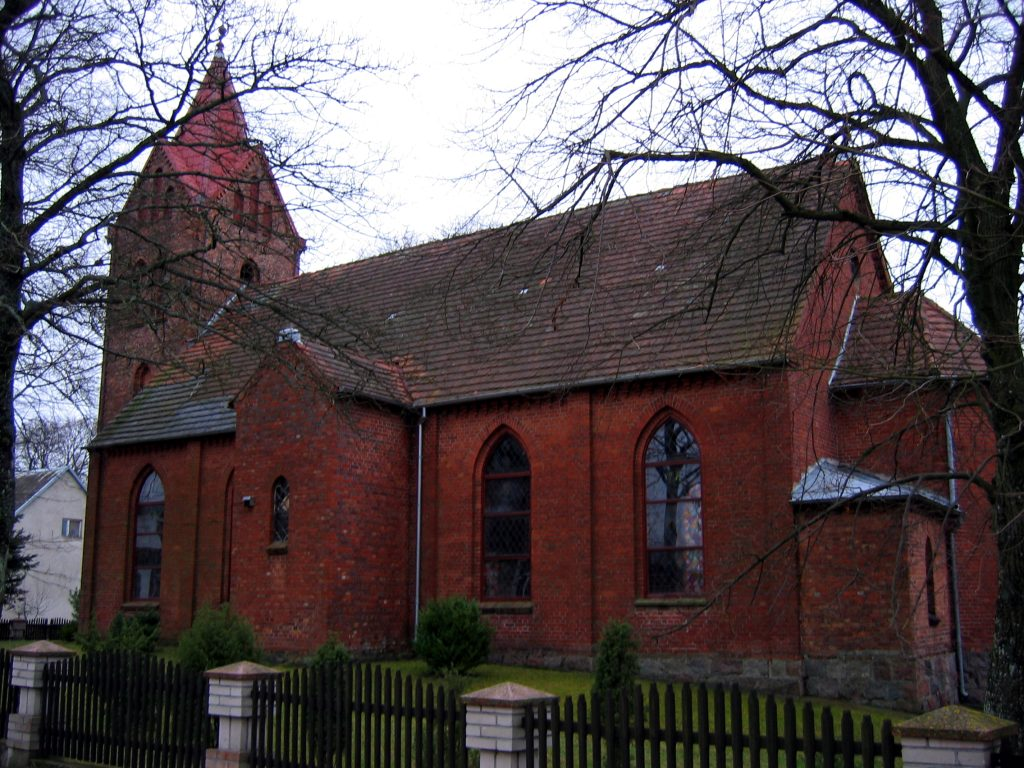
Dorfkirche, bis 1945 Gotteshaus der evangelischen Gemeinde Groß Nossin

Eine Kirche wurde in Groß Nossin anlässlich zweier Kirchenvisitationen 1539 und 1590 erwähnt. Im Frühjahr 1638 brannte das Gotteshaus mit sämtlichen Pfarrgebäuden bei einer Feuersbrunst nieder. 1644 errichtete man ein neues Gebäude aus Holz, das aber noch einige Jahre ohne Dach und Fach blieb. Als dann endlich das Dach geschlossen wurde, war es bald schadhaft und die Kirche wurde mehr und mehr baufällig.
Erst 1724 konnte ein neuer Kirchturm und 1774 dann auch die Kirche neu errichtet werden. Doch am 31. März 1832 brannte sie erneut ab, ebenso das 1700 neu erbaute Pfarrhaus.
Ein Neubau sorgte 1836 für Ersatz. Altar und Kanzel wurden jetzt in schlichtem Aufbau vereinigt, alte Ausstattungsgegenstände waren nicht mehr vorhanden. Die am Ende des 19. Jahrhunderts vorhandenen beiden Glocken waren aus Eisen, mit dem Preußischen Adler geschmückt und 1834 bzw. 1835 von der Königlichen Eisengießerei zu Berlin gegossen worden. Die im Jahre 1936 in Schwarz Damerkow erbaute Filialkirche trug zur Entlastung der Groß Nossiner Pfarrkirche bei. Der Bestand an Kirchenbüchern reichte bis 1811 zurück.
Nach 1945 wurde das bisher evangelische Gotteshaus von der polnischen Administration zugunsten der Römisch-katholischen Kirche in Polen zwangsenteignet und vom polnischen katholischen Klerus ‚neu geweiht‘.

### Kirchspiel/Pfarrei
Groß Nossin bildete schon in vorreformatorischer Zeit ein eigenes Kirchspiel. Mit der Reformation übernahm es 1538 die lutherische Lehre und war bis 1817 in die evangelische Synode Stolp eingegliedert. Danach war es Teil der Synode Alt Kolziglow und wurde 1871 zum Kirchenkreis Bütow umgegliedert, zu dem es bis 1945 – in der Kirchenprovinz Pommern der Kirche der Altpreußischen Union – gehörte. Der Bestand an Kirchenbüchern reichte bis 1811 bzw. 1832 zurück.
Im Jahre 1940 zählte das Kirchspiel Groß Nossin insgesamt 2760 Gemeindeglieder, die in siebzehn Ortschaften von sechs Gemeinden lebten:
- Bresinke
- Charlottenhof
- Eichenau
- Groß Nossin
- Jerskewitz
- Karlsfelde
- Kartkow
- Klein Nossin
- Kleschinz
- Leschin
- Malenz
- Niemietzke (1938–1945 Puttkamerhof)
- Saviat (1938–1945 Seeblick)
- Schoffofske (1938–1945 Schottow)
- Schwarz Damerkow
- Wussowske (1938–1945 Waldliebe)
- Zeromin

Katholische Kirchenglieder Groß Nossins gehörten bis 1945 zur katholischen Kirche in Stolp. 

### Polnisches Kirchspiel seit 1945
Die seit 1945 und Vertreibung der einheimischen Dorfbewohner anwesende polnische Einwohnerschaft ist größtenteils katholisch. Die polnische katholische Pfarrei Nożyno ist dem neugebildeten Dekanat Łupawa (Lupow) im Bistum Pelplin der Katholischen Kirche in Polen angegliedert. Die vormalige Filialkirche in Czarna Dąbrówka (Schwarz Damerkow) wurde abgetrennt und zur eigenen Pfarrkirche erhoben. Zur Pfarrei Nożyno gehören die Orte Kartkowo (Kartkow), Kleszczyniec (Kleschinz), Maleniec (Malenz), Nożyno (Groß Nossin), Nożynko (Klein Nossin), Osowskie (Wussowske bzw. Waldliebe) und Połupino (Karlsfelde). Die Ortschaft Unichowo (Wundichow) ist neu zu Nożyno verlegt worden.
Für evangelischen Kirchenglieder ist die Kreuzkirche in Słupsk (Stolp) in der Diözese Pommern-Großpolen der Evangelisch-Augsburgischen Kirche in Polen zuständig.

### Pfarrer bis 1945
Von der Reformation bis 1945 amtierten in Groß Nossin 23 evangelische Geistliche:
- Michael Quandt, 1558–1560
- Jakob Krampe, ab 1566
- Paul Starost, ab 1605
- Peter Ehler, 1612–1642
- Thomas Schwichtenberg, 1643–1651
- Johann Uhlmann, 1651–1652
- Johann Junge, 1653–1658
- Johann Piscator (Fischer), ab 1658
- Ernst Bock, bis 1699
- Christoph Vizichius, 1700–1705
- Christian Dreisow, 1706–1753
- Samuel Friedrich Nalentz, 1753–1759
- Samuel Andreas Kummer, 
 1759–1766
- Samuel Friedrich Alexius, 1766–1790
- Martin Christian Messerschmidt, 1790–1804
- August Theodor Kummer, 1805–1808
- Johann Friedrich Seefisch, 1809–1853
- Hermann Dröse, 1853–1888
- Gustav Hermann Adloff, 1889–1911
- Julius Albert Fürer, 1912–1919
- Johannes Hermann, 1919–1926
- Fritz Adloff, 1926–1931
- Winfried Behling, 1933–1945

Groß Nossin war neben 15 anderen Kirchspielen noch bis 1817 dem kaschubischen Distrikt der Stolper Synode zugeordnet, deren Pastoren in deutscher und kaschubischer Sprache predigten. Jedenfalls der bis 1766 in Groß Nossin amtierende Pfarrer Samuel Andreas Kummer dürfte noch Kaschubisch beherrscht haben. Das kann daraus geschlossen werden, dass er später in Groß Garde sowohl deutsch- als auch kaschubischsprachige Konfirmanden unterrichtete.

## Schule
In Groß Nossin war die Volksschule im Jahre 1932 dreistufig. Zwei Lehrer unterrichteten in drei Klassen 83 Schulkinder. Eine zweite Schule gab es in Kartkow. Sie wurde Mitte des 19. Jahrhunderts etwa 2 Kilometer von Kartkow entfernt links an dem Wege in Richtung Piaschen See für die damaligen Groß Nossiner Ortsteile Kartkow, Schottofske, Zemee, Slupp, Groß Nakel und Stromkathen errichtet.
Im Winterhalbjahr 1848/49 kam es zu einem bis zur Bezirksregierung in Köslin ausgetragenen Streit um die Ausstattung und materielle Versorgung der Schulen in Groß Nossin und Kartkow zwischen den Lehrern Soyck in Groß Nossin, Misch in Kartkow und Pastor Seefisch einerseits und dem Rittergutsbesitzer Elert als Patron der Schulen andererseits, den die Bezirksregierung in Köslin für historisch bedeutsam erachtete, dokumentierte und überlieferte.

## Verkehr
Der Ort wird von der Woiwodschaftsstraße 212 (hier Teilstück der früheren deutschen Reichsstraße 158) umfahren, die die Städte Lębork (Lauenburg in Pommern), Bytów (Bütow) und Chojnice (Konitz), jeweils an einer bedeutenden Landesstraße gelegen, verbindet. 
Ein Bahnanschluss besteht seit 1945 nicht mehr, nachdem die Bahnstrecke Lauenburg–Bütow (Lębork–Bytów) mit der acht Kilometer entfernten Bahnstation Schwarz Damerkow (Czarna Dąbrówka) und die Stolpetalbahn Stolp–Budow (Słupsk–Budowo) mit der sieben Kilometer entfernten Bahnstation Budow (Budowo) stillgelegt und teilweise sogar demontiert worden sind.

## Söhne und Töchter des Ortes
- Lorenz Friedrich von Puttkamer (1741–1814), Landrat des Flemmingschen Kreises
- Karl Wilhelm Krüger (1796–1874), deutscher Philologe, Professor am Joachimsthalschen Gymnasium in Berlin, später Privatgelehrter
- Maximilian von Puttkamer (1831–1906), deutscher Politiker, Staatssekretär im Ministerium für Elsaß-Lothringen
- Jürgen Kluckert (1943–2023), deutscher Schauspieler und Hörbuchsprecher